# American Psychological Association
American Psychological Association (Americká psychologická společnost) je přední odborné sdružení amerických psychologů. Založena roku 1925, v roce 2017 sídlila ve Washingtonu a v 54 odborných sekcích s velkou autonomií sdružovala přes 117 tisíc členů.

## Historie
Zárodkem APA bylo nezávislé odborné sdružení, vzniklé roku 1892. Tehdejších 31 zakládajících členů zvolilo předsedou G. Stanley Halla. V prosinci téhož roku se konal první sjezd. V roce 1899 čítalo 125 členů, v roce 1916 308 členů. Pod svým jménem Asociace existuje od 2. ledna 1925. Počet členů prudce vzrostl od poloviny 20. století a přesáhl 117 tisíc; APA je největší národní psychologická společnost na světě. Roku 2018 byla předsedkyní APA Jessica Henderson Daniel.

## Členství a struktura
Pro plné členství se zpravidla vyžaduje doktorát v psychologii nebo v některém z příbuzných oborů, Protože jednotlivé státy Unie mají odlišné předpisy pro udělování licencí klinickým psychologům, doporučuje APA znění smlouvy mezi vládami a odbornými společnostmi. Svým členům doporučuje, aby kliničtí psychologové užívali titul „psycholog“, jen pokud mají příslušnou licenci.
APA má své ústředí, které obstarává také vydávání publikací a údržbu databází, vlastní odbornou činnost řídí pět „direktorátů“:
1. Výchova a vzdělávání pečuje o výuku psychologie na všech stupních škol a akredituje doktorské programy psychologi.
2. Praxe se věnuje problémům a potřebám praktikujících psychologů a jejich klientů.
3. Veřejný zájem podporuje aplikace psychologie k řešení aktuálních problémů společnosti a prosazuje psychologický pohled na veřejnosti.
4. Komunikace s veřejností a s členy udržuje kontakty uvnitř i navenek a informuje o činnosu APA.
5. Věda a výzkum podporuje vědce a vědeckou činnost v oblasti psychologie.

## Další činnosti
APA uděluje řadu diplomů, uznání a cen za vynikající úspěchy v oboru, ať už ve vědě a v teorii nebo v organizaci poskytování psychologické péče. APA vydala stovky knih a pro autory svých časopisů vyvinula pravidla pro úpravu rukopisů atd. Tento APA standard se dobře osvědčil a užívá jej řada dalších časopisů v oblasti humanitních a společenských věd. APA vydává také 17 odborných časopisů s různou periodicitou:
- Behavioral Neuroscience
- Developmental Psychology
- Emotion
- Health Psychology
- Journal of Applied Psychology
- Journal of Comparative Psychology
- Journal of Experimental Psychology
- Journal of Experimental Psychology: Applied
- Journal of Family Psychology
- Journal of Occupational Health Psychology
- Journal of Personality and Social Psychology
- Psychological Bulletin
- Psychological Review
- Psychology and Aging
- Psychology of Addictive Behaviors
- Psychology of Violence
- School Psychology Quarterly